# Шахов, Шахабас Курамагомедович
Шахабас Курамагомедович Шахов (16 сентября 1951, с. Талух, Чародинский район, Дагестанская АССР, РСФСР, СССР) — российский государственный деятель. Доктор педагогических наук.

## Биография
Шахабас Шахов родился 16 сентября 1951 года в селе Талух Чародинского района. По национальности — аварец.

### Учёба
В 1974 году он окончил Дагестанский государственный педагогический институт.

### Служба
- В 1974—1975 — служба в рядах Советской Армии.

### Карьера
После службы стал работать в Дагестанском сельскохозяйственном институте.
В 1984 году поступил в аспирантуру при ВНИИ физической культуры, которую окончил в 1986 году.
После аспирантуры вновь стал работать старшим преподавателем в ДСХИ.
С 1990 по 1995 год — старший преподаватель, а затем заведующий кафедрой физвоспитания Дагестанского государственного мединститута.
19 июня 1998 г. Ш. Шахову присуждена учёная степень доктора педагогических наук.
После ухода из жизни Али Алиева в 1995 возглавил Госкомитет по спорту РД (впоследствии — министерство по физической культуре и спорту РД).
Учёное звание профессора присвоено 26 октября 2006 года.
С 2009 по 2012 год — заместитель председателя Совета при Президенте РД по развитию физической культуры и спорта.
В марте 2012 года возглавил Дагестанский государственный педагогический университет.
С февраля по сентябрь 2013 года был Руководителем Администрации Президента и Правительства РД.
13 сентября 2013 года президентом РД Р. Абдулатиповым назначен министром образования и науки РД.
31 января 2014 года стал руководителем (министром) расширенного министерства образования, науки и молодежной политики РД.
5 февраля 2018 года был задержан сотрудниками УФСБ РФ по республике Дагестан.

## Личная жизнь
Женат, имеет 2 детей.

## Награды и звания
- Орден «За заслуги перед Республикой Дагестан».
- Орден Дружбы
- медали
- Заслуженный работник физической культуры Дагестана
- Благодарность Президента Российской Федерации (6 января 1997) — за высокие спортивные достижения на XXVI летних Олимпийских играх 1996 года[4]

## Уголовное дело
Следствие предполагает, что в регионе действовала организованная преступная группировка, в которую входили члены правительства, сотрудники правоохранительных органов. Ведется следствие.
Подробности: https://regnum.ru/news/2376572.html Архивная копия от 5 февраля 2018 на Wayback Machine